# Parafia Najświętszego Serca Pana Jezusa w Obornikach Śląskich
Parafia Najświętszego Serca Pana Jezusa – parafia rzymskokatolicka znajdująca się w Obornikach Śląskich, w dekanacie Prusice archidiecezji wrocławskiej.

## Zasięg parafii
Parafia obejmuje następujące ulice w Obornikach Śląskich: Asnyka, Augusta Zygmunta, Batorego, Broniewskiego, Dębowa, Dunikowskiego, Dworcowa, Jagiełły, Kasztanowa, Kochanowskiego, Konopnickiej, Kopernika, Kościuszki, Kownackiego, Kraszewskiego, Krótka, Licealna, Lipowa, Mała, Ogrodowa, Mickiewicza, Miła, Mieszka I, Mątwiłły, Ofiar Katynia, Orkana, Orzeszkowej, Parkowa, Piękna, Piłsudskiego, Poniatowskiego, Powstańców Warszawy, Powstańców Wielkopolskich, Prusa, Reja, Reymonta, Rycerska, Siemianicka, Sikorskiego, Skłodowskiej (nr 1–19), Sobieskiego, Tuwima, Wąska, Wolności, Wołowska, Wyspiańskiego, Kard. Wyszyńskiego, Zagórskiego, Zapolskiej, Zawiszy Czarnego, Zielona, Żeromskiego, Żwirki i Wigury.
W skład parafii wchodzą też następujące miejscowości: Jary, Kuraszków, Morzęcin Wielki i Siemianice.

## Historia parafii
Parafia została erygowana w XIV w.
Neogotycki kościół pw. św. Jadwigi został poświęcony 26 września 1901 r., 1 października 1920 kard. Adolf Bertram erygował parafię, nie było tu jednak księży. Dopiero w 1947 parafię objęli salwatorianie. W 1952 zmieniono patrona parafii i wezwanie kościoła na Najświętsze Serce Jezusa. W 2001 wydzielono z parafii parafię świętych: Judy Tadeusza i Antoniego Padewskiego.

## Kościoły i kaplice
- Oborniki Śl., pw. Najświętszego Serca Pana Jezusa (kościół parafialny)
- Oborniki Śląskie, Sanatorium Przeciwgruźlicze „Leśne” (kaplica)
- Kuraszków, pw. Matki Bożej Miłosierdzia (kaplica)

## Proboszczowie
1. Florian Kosobudzki SDS (1 maja 1947 – 1 września 1947)
2. Mateusz Furdzik SDS (1 września 1947 – 24 lipca 1951)
3. Andrzej Pawlaczyk SDS (24 lipca 1951 – 20 lipca 1957)
4. Korneliusz Grabek SDS (20 lipca 1957 – 3 sierpnia 1963)
5. Stanisław Szarek SDS (3 sierpnia 1963 – 20 czerwca 1972)
6. Alfred Ryguła SDS (20 czerwca 1972 – 27 sierpnia 1981)
7. Tadeusz Skwarczek SDS (27 sierpnia 1981 – ?)
8. Franciszek Jadamus SDS (? – 20 grudnia 2001)
9. Edward Seremet SDS (2001 – 30 czerwca 2009)
10. dr Maciej Chwarścianek SDS (1 lipca 2009 – 2015)[2]
11. Artur Kochmański SDS (1 lipca 2015 – 30 czerwca 2022)[3]
12. Grzegorz Skałecki SDS (od 1 lipca 2022)[4]

## Przełożeni domu zakonnego (superiorzy)
1. Mateusz Furdzik SDS (1 września 1947 – 24 lipca 1951)
2. Andrzej Pawlaczyk SDS (24 lipca 1951 – 20 lipca 1957)
3. Korneliusz Grabek SDS (20 lipca 1957 – 28 czerwca 1963)
4. Stanisław Szarek SDS (28 czerwca 1963 – 23 sierpnia 1966)
5. Tadeusz Skwarczek SDS (23 sierpnia 1966 – 3 grudnia 1968)
6. Paweł Stanoszek SDS (3 grudnia 1968 – 9 lutego 1970)
7. Piotr Jarząbek SDS (9 lutego 1970 – 2 czerwca 1972)
8. Alfred Ryguła SDS (2 czerwca 1972 – 27 maja 1978)
9. Jan Dragosz SDS (27 maja 1978 – 2 czerwca 1981)
10. Justyn Sęk SDS (2 czerwca 1981 – 30 czerwca 1984)
11. +Jerzy Sienkiewicz SDS (30 czerwca 1984 – 1987)

## Grupy parafialne
Rada Parafialna, Żywy Różaniec, Akcja Katolicka, Czciciele Miłosierdzia Bożego, Chór, Koło Przyjaciół Radia Maryja, Redakcja Gazetki „Nasza Parafia”, Oaza Rodzin, Ruch Młodzieży Salwatoriańskiej, Lektorzy, Ministranci, schola – Cardiofonia